# えんてつ菊川ショッピングセンター
えんてつ菊川ショッピングセンター（えんてつきくがわショッピングセンター）は、静岡県菊川市堀之内にある、遠州鉄道株式会社が管理・運営するショッピングセンターである。
各店舗が独立し、駐車場を取り囲むように並んでいるオープンモール型の形態をとる。

## 概要
菊川駅の北側に隣接するショッピングセンターである。2013年3月27日にキーテナントとしてスーパーマーケットの遠鉄ストアがオープンし、同年4月5日に他テナントを含め全店グランドオープンした。　また、当ショッピングセンターの北側に隣接して東西に走る市道柳坪1号線は、菊川市とのネーミングライツ（命名権）契約により、「えんてつ通り」と名付けられた。
もともとは旭テックの本社工場であったが、同社が主力工場を愛知県豊川市へ移転したことに伴い遊休地となっていた東側部分の37,809m2を遠州鉄道が12億7300万円で購入、隣接地とあわせて整備したものである。また、市の事業であり駅南北の交通利便性向上の要として長年の懸案であったJR線アンダーパス（市道朝日2号線）築造工事も、当ショッピングセンターの開業に間に合う形で開通し、駅南からのアクセスに一役買っている。
キーテナントである遠鉄ストアにとっては最東端の店舗である。

## テナント
- 遠鉄ストア菊川店（キーテナント）
- カインズ菊川店
- エディオン新菊川店
- セリアえんてつ菊川SC店
- マツモトキヨシ菊川店

前述の朝日2号線とは別の市道が敷地内を南北に通っており、大規模小売店舗立地法による届け出上は、市道の東側（遠鉄ストア側）を「東エリア」、西側（カインズ、エディオン、セリア側）を「西エリア」と呼ぶ。
遠鉄ストア、カインズ、エディオン、マツモトキヨシは市内初出店、セリアは東に500mほど離れた場所にあったセリア生活良品菊川店を閉店しての移転オープンである。

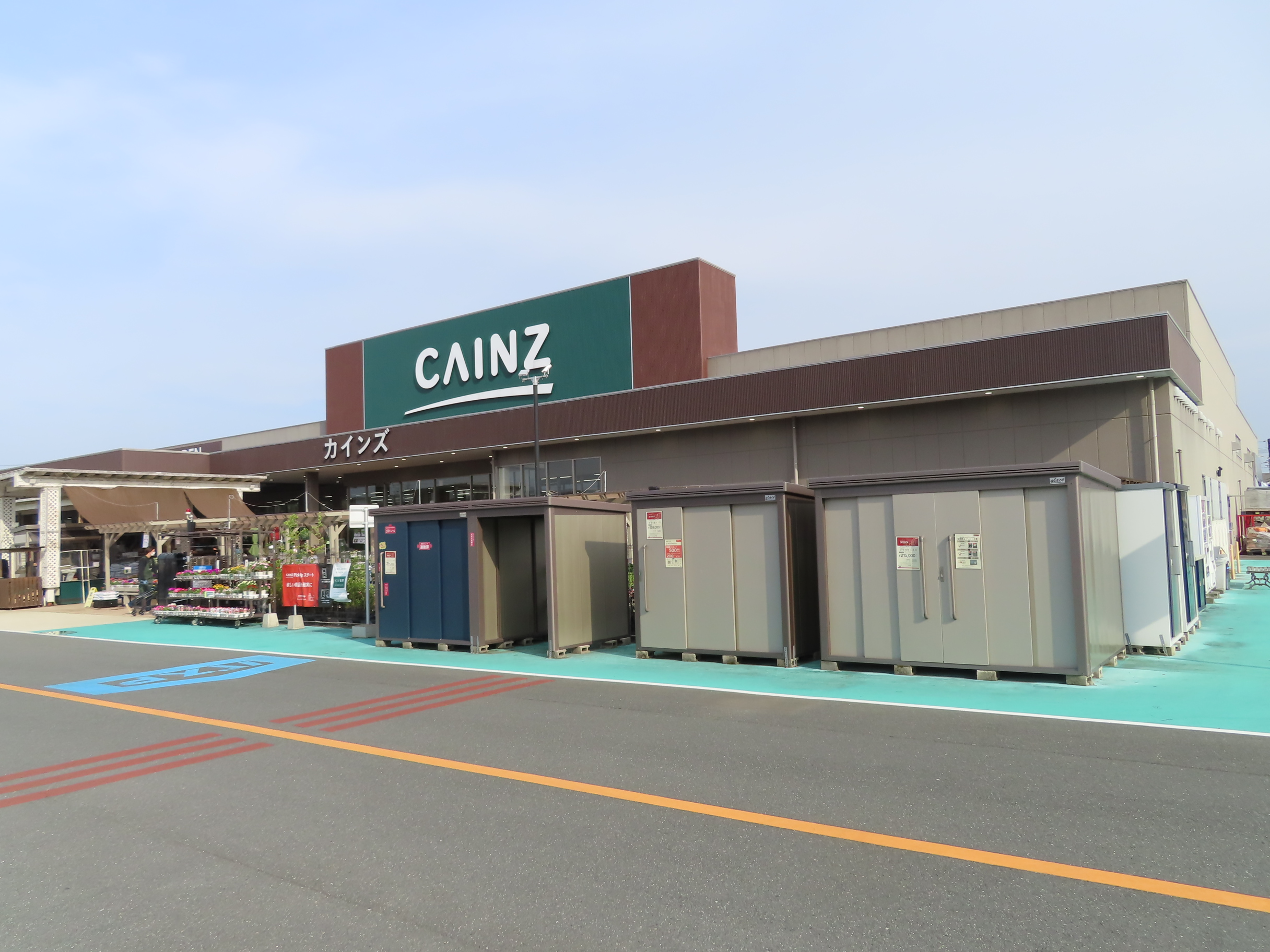
カインズ菊川店
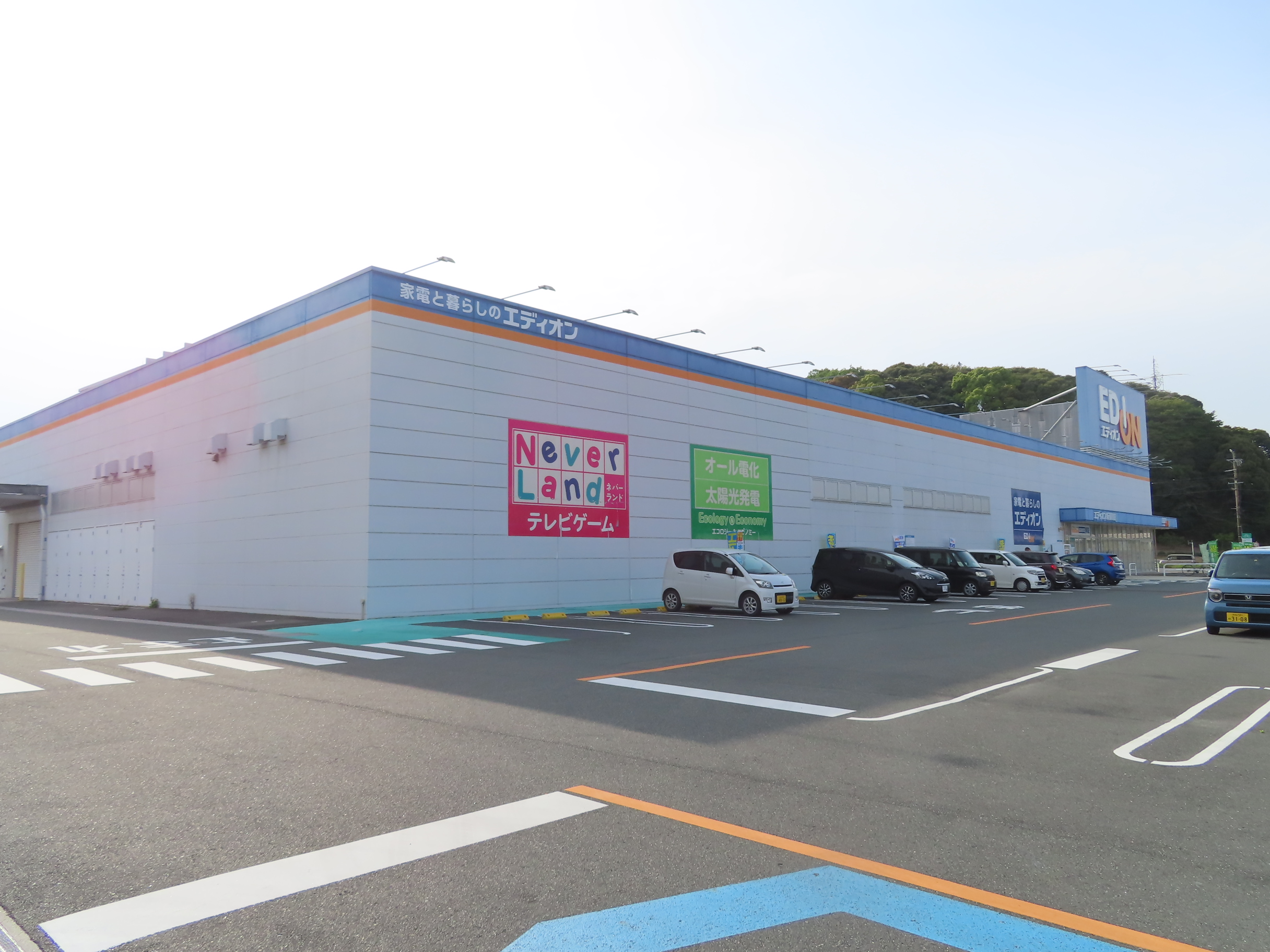
エディオン新菊川店
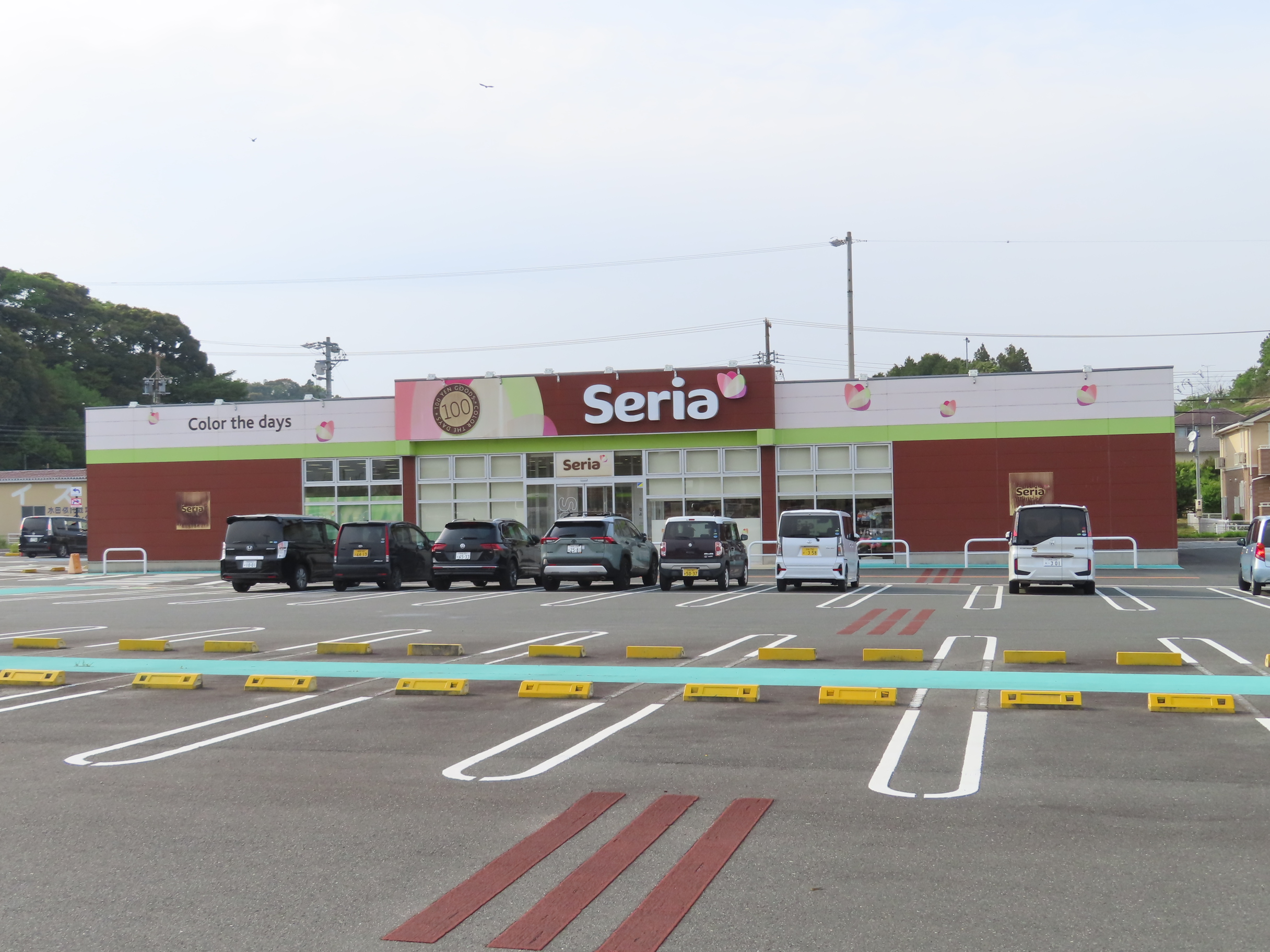
セリアえんてつ菊川SC店
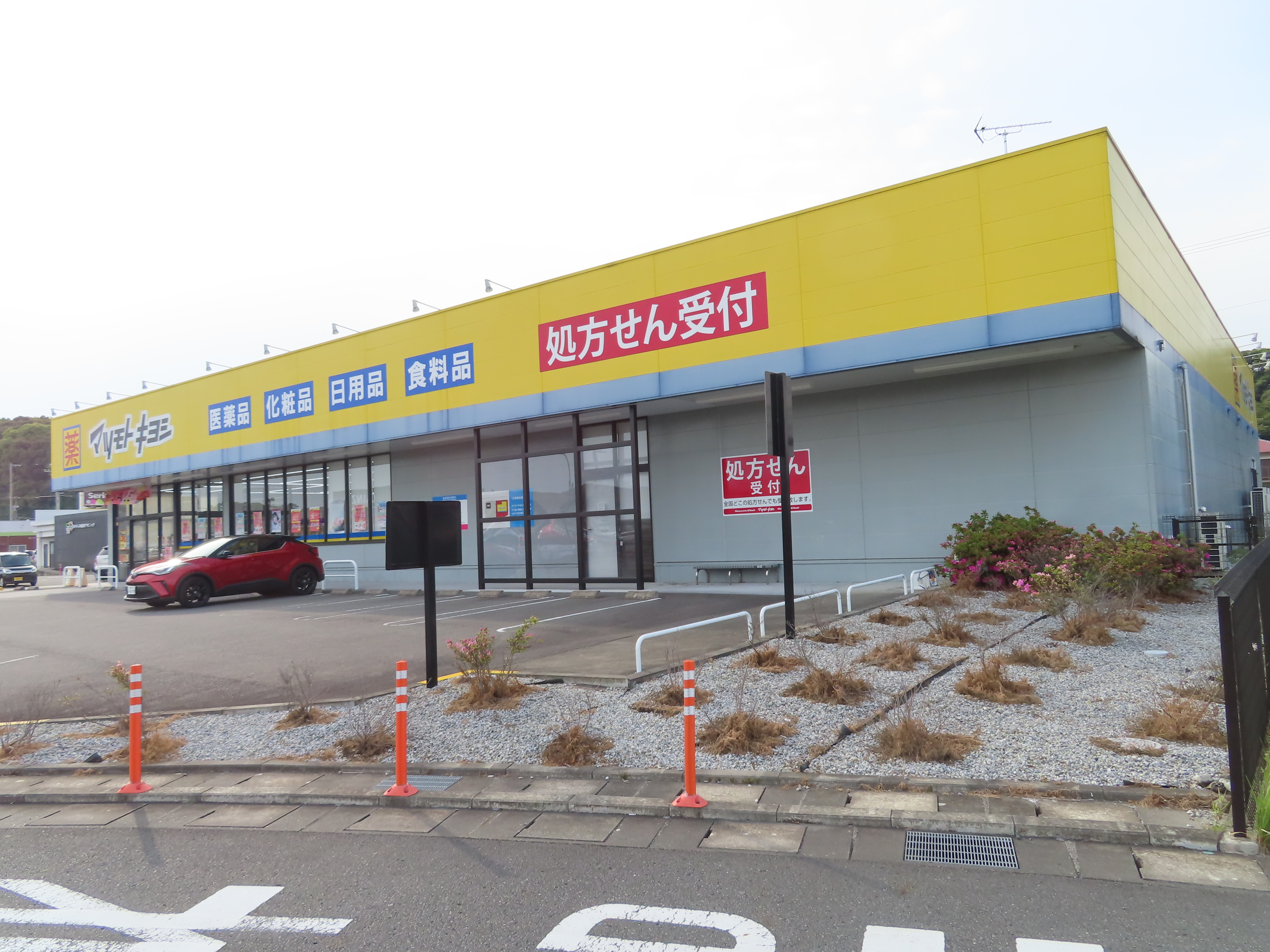
マツモトキヨシ菊川店

## 沿革
- 2012年9月10日 - 静岡県に対し大規模小売店舗立地法の規定による新設届出
- 2013年1月29日 - 敷地東側に市道朝日2号線が開通
- 2013年3月27日 - 遠鉄ストア、カインズホームが開店
  - 4月1日 - セリアが開店
  - 4月5日 - エディオンが開店。全店舗開業となり、地元関係者を招いてオープニングセレモニーを開催[6]。
- 2015年3月13日 - マツモトキヨシが開店

## 交通アクセス
- 鉄道
  - 東海旅客鉄道（JR東海） 東海道本線菊川駅から東へ徒歩5分

菊川駅に隣接しているが、駅には南口しか存在しないため駅北側の当地へは徒歩5分程度を要する。駅南口からは駅東側にあるアンダーパス（市道朝日2号線）を通る。なお、駅への北口建設は当ショッピングセンター開業前からの懸案事項であるが、北口建設の支障となっていた旭テック工場は、東側が当ショッピングセンターとなり、北口建設の適地とされる西側については2013年8月に同社が本社を市内の横地事業所に移転して跡地を地元デベロッパーへ売却、2015年9月現在、西側部分の再開発が進められている。

## その他
- 駐車場の照明設備には東芝ライテック製のLED照明が使用された[7]。